# Окасов, Саятбек Толегенович
Саятбек Толегенович Окасов (род. 7 июля 1991) — казахстанский борец вольного стиля, призёр чемпионата Азии и Азиатских игр.

## Биография
Родился в 1991 году в Павлодарской области. В 2009 году стал чемпионом Азии среди юниоров. В 2014 году победил на международном турнире на приз А.В. Медведя. В 2015 году был бронзовым призёром турнира на приз А.В. Медведя и бронзовым призёром Кубка президента Казахстана. В 2018 году стал серебряным призёром открытого чемпионата Монголии и бронзовым призёром Азиатских игр. В 2019 году стал серебряным призёром чемпионата Азии.